# Laguna Membrillo
Laguna Membrillo är en ort i Mexiko.   Den ligger i kommunen Zapotitlán Tablas och delstaten Guerrero, i den sydöstra delen av landet, 230 km söder om huvudstaden Mexico City. Laguna Membrillo ligger 1 963 meter över havet och antalet invånare är 358.
Terrängen runt Laguna Membrillo är lite bergig. Runt Laguna Membrillo är det ganska glesbefolkat, med 40 invånare per kvadratkilometer. Närmaste större samhälle är Zapotitlán Tablas, 1,7 km norr om Laguna Membrillo. I omgivningarna runt Laguna Membrillo växer huvudsakligen savannskog.